# Mupparna på skattkammarön
Mupparna på skattkammarön (engelska: Muppet Treasure Island) är en amerikansk musikalisk äventyrskomedifilm från 1996 i regi av Brian Henson. Filmen är baserad på Robert Louis Stevenson roman med samma namn från 1883. I huvudrollerna ses Tim Curry, Billy Connolly, Jennifer Saunders och Kevin Bishop, tillsammans med Mupparna Kermit, Fozzie, Sam Eagle och Miss Piggy.

## Rollista i urval
- Kevin Bishop – Jim Hawkins
- Tim Curry – Long John Silver
- Jennifer Saunders – Mrs. Bluveridge
- Billy Connolly – Billy Bones
- Dr. Bunsen Honeydew – Dr. David Livsey
- Kermit – Captain Abraham Smollett
- Fozzie – Squire Trelawney
- Miss Piggy – Benjamina Gunn
- Sam Eagle – Mr. Samuel Arrow

## Musiknummer i filmen i urval
- "Shiver My Timbers" – piraterna
- "Something Better" – Jim, Gonzo och Rizzo
- "A Professional Pirate" – Silver och piraterna
- "Love Led Us Here" – Smollett och Benjamina
- "Love Power" – Ziggy Marley och the Melody Makers
- "Love Led Us Here" (reprise) – John Berry och Helen Darling